# 帕尔·蒂博尔
帕尔·蒂博尔（匈牙利語：Pál Tibor，1935年9月15日—），匈牙利男子足球运动员，司职前锋。他曾代表匈牙利国家队参加1960年夏季奥林匹克运动会足球比赛，获得一枚铜牌。